# Soroll gaussià blanc additiu

Histograma de soroll blanc gaussià.

El soroll gaussià blanc additiu (AWGN) és un model bàsic de soroll utilitzat en teoria de la informació per imitar l'efecte de molts processos aleatoris que es produeixen a la natura. Els modificadors denoten característiques específiques:
- Additiu perquè s'afegeix a qualsevol soroll que pugui ser intrínsec al sistema d'informació.
- Blanc (White) es refereix a la idea que té una densitat espectral de potència uniforme a través de la banda de freqüència per al sistema d'informació. És una analogia amb el color blanc que es pot realitzar mitjançant emissions uniformes a totes les freqüències de l'espectre visible.
- Gaussià perquè té una distribució normal en el domini del temps amb un valor mitjà del domini del temps de zero (procés gaussià).[2]

El soroll de banda ampla prové de moltes fonts de soroll naturals, com ara les vibracions tèrmiques dels àtoms dels conductors (anomenades soroll tèrmic o soroll de Johnson-Nyquist), el soroll de granalla, la radiació de cos negre de la Terra i altres objectes càlids i de fonts celestes, com el Sol. El teorema central del límit de la teoria de la probabilitat indica que la suma de molts processos aleatoris tendirà a tenir una distribució anomenada gaussiana o normal.
AWGN s'utilitza sovint com a model de canal en el qual l'únic deteriorament de la comunicació és una addició lineal de soroll de banda ampla o blanc amb una densitat espectral constant (expressada en watts per hertz d'amplada de banda) i una distribució gaussiana d'amplitud. El model no té en compte l'esvaïment, la selectivitat de freqüència, la interferència, la no linealitat o la dispersió. No obstant això, produeix models matemàtics senzills i manejables que són útils per conèixer el comportament subjacent d'un sistema abans que es considerin aquests altres fenòmens.

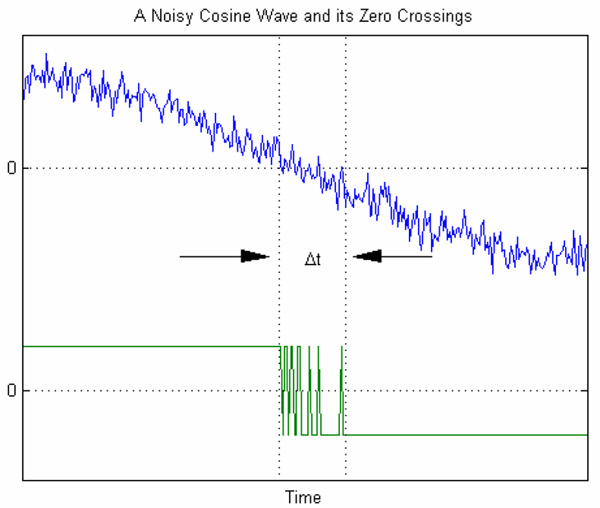
Pas per zero d'un cosinus sorollós

## Efectes en el domini del temps
En les comunicacions de dades en sèrie, el model matemàtic AWGN s'utilitza per modelar l'error de temporització causat per la fluctuació aleatòria (en anglès: Random Jitter o RJ).
El gràfic de la dreta mostra un exemple d'errors de temporització associats amb AWGN. La variable Δ t representa la incertesa en el pas per zero. A mesura que augmenta l'amplitud de l'AWGN, la relació senyal-soroll disminueix. Això provoca un augment de la incertesa Δt.